# كأس سوبر

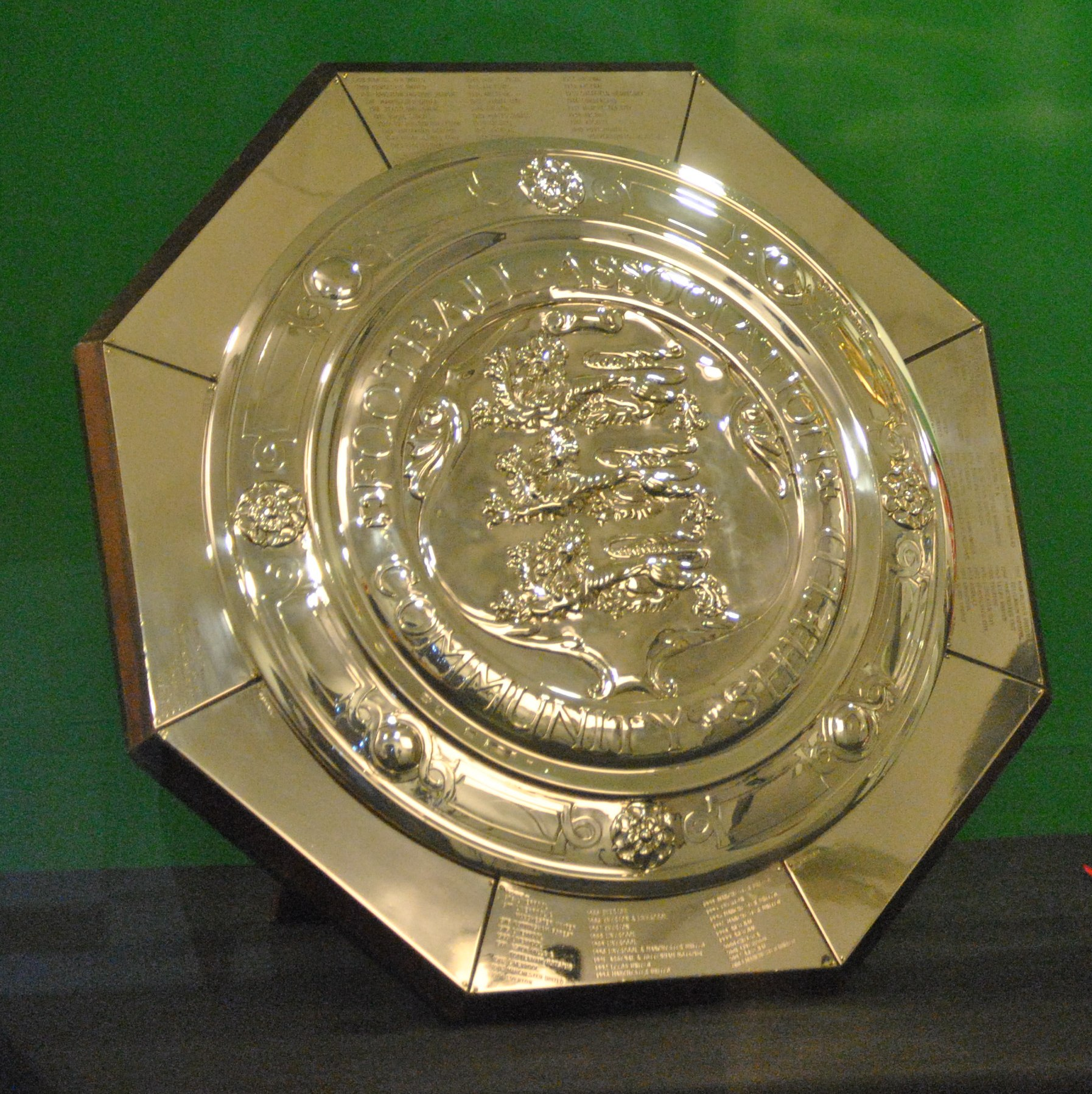
يتنافس بطل الدوري الإنجليزي الممتاز وكأس الاتحاد الإنجليزي على درع المجتمع الإنجليزي

كأس السوبر (بالإنجليزية: Super Cup)‏ وتسمى بالكأس الممتاز في ليبيا، هي بطولة مصغرة تقام في أغلب دول العالم في كرة القدم حيث تجري مباراة نهائية واحدة أو مبارتي ذهاب وإياب ويكون طرفا النهائي هما بطلا الكأس المحلية وبطل الدوري المحلي ويتقابلا في مباراة نهائية أو في مباراتي ذهاب وإياب والفائز يكون بطل كأس السوبر. في حال كان بطل الدوري هو نفسه بطل الكأس فإنه يقابل وصيف الكأس.
عادة ما يتم التنافس عليها على المستوى الوطني من قبل اثنين من الفائزين بالمسابقة في الموسم السابق: الفائز بكأس خروج المغلوب الوطني وبطل الدوري الأعلى مستوى. هناك أيضًا بطولات كأس سوبر قارية، مثل كأس السوبر الاوروبي في كرة القدم ، والتي تجمع بين الفائزين في مسابقات الاتحاد الاوروبي في كرة القدم من الدرجة الأولى والثانية، وبطولة ريكوبا سودأمريكانا (اي كأس الفائزين)بطل كوبا ليبرتادوريس وبطل كوبا سودأمريكانا.  ، وكؤوس السوبر عبر الحدود بين أبطال الدوري في المتجاورة. بطولات الدوري ، مثل بطولة Campeones Cup [الإنجليزية] بين الفائزين في الدوريات الأعلى مستوى في الولايات المتحدة والمكسيك، و كأس الابطال في ايرلندا [الإنجليزية] لأبطال كل من أيرلندا الشمالية وجمهورية أيرلندا.
كانت كأس إنتركونتيننتال سابقا بمثابة كأس سوبر يتم لعبها بين أبطال قارات أوروبا وأمريكا الجنوبية، حيث تم الاعتراف بالفائزين كأبطال العالم قبل إنشاء كأس العالم للأندية FIFA الرسمي وكأس الأبطال كونميبول–يويفا للأبطال بين الفائزين في بطولة الامم الاوروبية ووبطولة كوبا أمريكا.
في بعض الأحيان تكون هذه المواجهات ثنائية بنظام الذهاب والاياب ، حيث تُلعب مباراة على ملعب كل جانب، لكنها أصبحت تُقام لمرة واحدة على ملعب محايد. حتى أن بعض كؤوس السوبر أقيمت في أماكن خارج بلادهم، مثل المباريات الإيطالية والفرنسية والإسبانية والتركية والمكسيكية والمصرية، وتعمل بشكل متزايد كأحداث دعائية لهذا الدوري في السوق العالمية.